# فرناندو فرانسيسكيني
فرناندو فرانسيسكيني (من مواليد 26 مارس 1970) سياسي برازيلي، بالإضافة إلى عمله نقيب في الشرطة العسكرية البرازيلية. أمضى حياته السياسية في تمثيل بارانا، حيث شغل منصب ممثل الولاية في مجلس النواب بالهيئة التشريعية الوطنية من 2011 إلى 2019 والهيئة التشريعية للولاية منذ عام 2019.

## الحياة الشخصية
فرانسيسكيني هو مسيحي إنجيلي متدين وعضو في جمعيات الله في الكنيسة الخمسينية. ابنه فيليبي فرانسيسكيني سياسي أيضًا، وقد خدم في كل من المجلس التشريعي للولاية ومجلس النواب في الهيئة التشريعية الوطنية بصفته والده.

## الحياة السياسية
صوّت فرانسيسكيني لصالح اقتراح إقالة الرئيسة آنذاك ديلما روسيف. صوّت لصالح رفع سقف الإنفاق للحكومة البرازيلية لكنه صوت ضد إصلاحات العمل البرازيلية لعام 2017، صوت فرانسيسكيني لصالح تحقيق فساد مماثل في ميشيل تامر خلف روسيف.
في نوفمبر 2016 عارض فرانسيسشيني مشروع قانون العفو "المربع 2"، مع زملائه النواب الفيدراليين أونيكس لورينزوني وأليساندرو مولون وفاندرلي ماكريس وكارلوس سامبايو وخواكيم باسارينو والسيناتور ألفارو دياس وآنا أميليا ليموس، يستمعان إلى ادعاءات المجتمع المدني التي وقعت للموافقة على إجراءات مكافحة الفساد العشرة، ومكتب المدعي العام، مؤلف مشروع القانون.
في مارس 2018 انضم فرانسيسكيني إلى الحزب الاجتماعي الليبرالي وأيد حملة جاير بولسونارو لانتخاب رئيس للبرازيل.